# 印度小壶藓
印度小壶藓（学名：Tayloria indica），又名广西小壶藓，为壶藓科小壶藓属下的一个种。种名indica意为印度的。